# Toki pona nyelv
A toki pona egy mesterséges nyelv, amit 2001-ben publikáltak először az interneten. A nyelv alapítója a torontói fordító- és nyelvész, Sonja Lang (született: 1978).
A nyelv elnevezése a tok piszin / angol eredetű tok/talk "beszéd, beszélni" (átvitt értelemben: "nyelv") jelentés szóból és az eszperantó bona "jó" jelentésű szavak összetételéből áll. Jelentése így kb. "jó beszéd / jó nyelv".
A toki pona minimális nyelv (mint egy pidzsin nyelv, egyszerű szerkezettel): 14 fonémája és, az alap, 'pu'-ban (a legelső hivatalos könyv, ami a toki pona nyelvtanáról szól) megemlített, illetve a közösség által általánosan elfogadott szavak száma 120 (töröltekkel együtt 123, egyes tulajdonnevek, például országnevek megfelelőit nem számítva). Viszont a 'ku'-ban (a második hivatalos könyvben, ami inkább a szókincsre és a kifejezések bemutatására hajaz) a szavak száma 120-ról 137-re növekedett. 
A nyelvben egy szó általában több dolgot is jelent, ezalól csak pár szó kivétel. Például, a pipi szó azt jelenti, hogy rovar, de mivel a szavak száma minimális, minden rovarnak ez a neve.
A toki pona nem közvetítő nyelvnek készült.

## Hangtan
A toki pona 9 mássalhangzóból (/p, t, k, s, m, n, l, j, w/) és 5 magánhangzóból (/a, e, i, o, u/) áll.
| Mássalhangzók | Ajakhang | Koronális | Dorzális |
| ------------- | -------- | --------- | -------- |
| Orrhang       | m        | n         |          |
| Zárhang       | p        | t         | k        |
| Réshang       |          | s         |          |
| Közelítő hang | w        | l         | j        |

## Számok
|
| Számok | Toki pona           | Magyar                   |
| ------ | ------------------- | ------------------------ |
| 0      | ala                 | nulla                    |
| 1      | wan                 | egy                      |
| 2      | tu                  | kettő                    |
| 3      | tu wan              | három (=kettő egy)       |
| 4      | tu tu               | négy (=kettő kettő)      |
| 5      | luka                | öt                       |
| 6      | luka wan            | hat (=öt egy)            |
| 7      | luka tu             | hét (=öt kettő)          |
| 8      | luka tu wan         | nyolc (=öt kettő egy)    |
| 9      | luka tu tu          | kilenc (=öt kettő kettő) |
| 10     | luka luka           | tíz (=öt öt)             |
| 20     | mute                | húsz                     |
| 50     | mute mute luka luka | ötven (=húsz húsz öt öt) |
| 100    | ale                 | száz                     |

## Szókincse

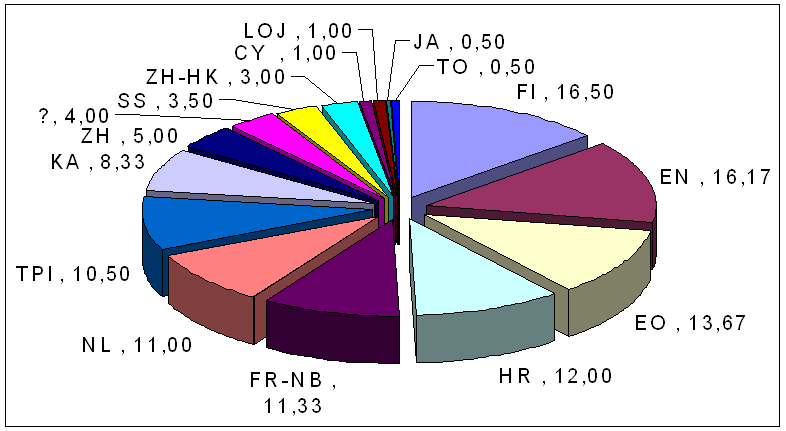
A toki pona szókincsének eredete

A toki pona nyelv szókincse jórészt a tok pisin, az angol, a finn, a grúz, a holland, az eszperantó, a horvát és a kínai nyelvből és a kanadai francia nyelv egyik dialektusából származik.
Ezek között előfordul az is, hogy egy szó több nyelvhez is köthető, mint például az oko, aki a horvát oko-hoz, az olasz occhio-hoz, az angol ocular-hoz is köthető.

### Tok piszin eredetű szókincs
A tok piszin maga is angol alapú nyelv, így ezek a szavak tulajdonképpen az angolból is származnak:
insa (insait, angol inside), kama (kamap, angol come up), ken (ken, angol can), lili (liklik 'kis, kicsi'), lon (long '-on, -en, -ön', angol along), lukin (lukim, angol look 'em), meli (meri 'nő', angol Mary), nanpa (namba, angol number), nasa (nasau 'szokatlan, vicces'), open (open, angol open), pakala (bagarap, angol bugger up), pi (bilong '-nak a', angol belong), pilin (pilim, angol feel 'em), pini (pinis, angol finish), poki (bokis, angol box), suwi (swit, angol sweet), taso (tasol 'csak, de', angol that's all), toki (tok, angol talk)
Szintén a tok piszinből származik a pata (brata, angol brother)

### Finn eredetű szókincs
ike (ilkeä 'rossz'), kala (kala 'hal'), kasi (kasvi 'növény'), kin (-kin 'is'), kiwen (kiven, a kivi szó tárgyesete, birtokosesete 'követ, kőnek a'), linja (linja 'vonal'; cf. angol 'linear'), lipu (lippu 'zászló, jegy'), ma (maa 'föld, ország'), mije (miehen, a mies szó tárgyesete, birtokosesete 'férfi'), nena (nenä 'orr'), nimi (nimi 'név'), pimeja (pimeä 'sötét'), sama (sama 'ugyanaz'; az eszperantóban is sama), sina (sinä 'te'), suli (suuri 'nagy'), wawa (vahva 'erős'), walo (valko ?, < valkoinen 'fehér' vagy vaalea 'világos')

### Eszperantó eredetű szókincs
ilo (ilo 'eszköz', angol/latin rag -il, -ile), ijo (io 'dolog'), la (la 'a, az', francia/olasz la), li (li 'ő', francia lui, olasz egli), mi (mi 'én', angol me, olasz mi), musi (amuzi 'to amuze', francia amuser), mute (multe 'sok'; cf. angol multitude), pali (fari 'csinál, készít'; cf. olasz fare < latin facere), pona (bona 'jó'; cf. angol bona fide), sama (sama 'ugyanaz', szintén: finn sama), selo (ŝelo 'bőr, szőr', angol kagyló), suno (suno 'nap', angol sun), tenpo (tempo 'idő', olasz (és angol) tempo), tomo (domo 'ház'; cf. angol. házi)

### Angol eredetű szókincs
A tok piszin eredetű szókincsen túl, amely maga is angol eredetű:
jelo (yellow) 'sárga',  jaki (yucky), mani (money) 'pénz', mi (me; Tok Pisin és eszperantó mi is 'én'), mu (moo!), mun (moon) 'hold', o (O; eszperantó ho, grúz o), sike (circle) 'kör', tawa (towards) 'felé, irányába', tu (two) 'kettő', wan (one) 'egy'

### Horvát eredetű szókincs

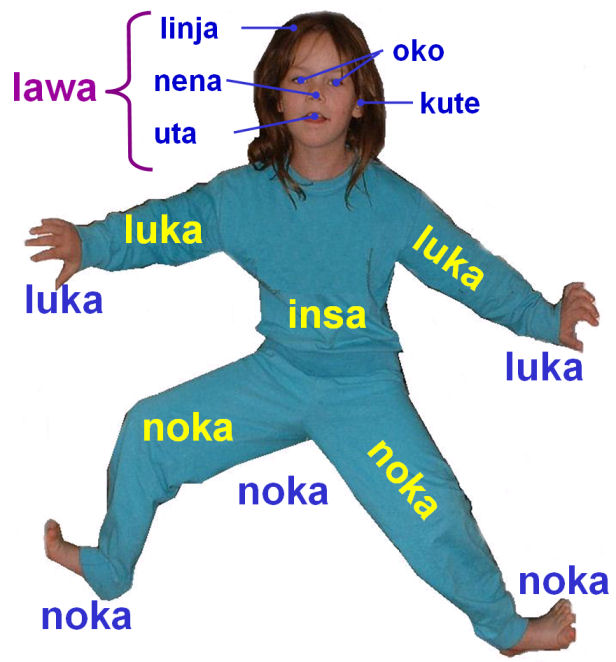
A testrésznevek a toki ponában

Főképp a testrésznevek tartoznak a horvát eredetű szavak közé:
kalama (galáma 'lárma, zaj'; cf. angol clamour), lawa (glava 'fej'), luka (rúka 'kéz, kar'), lupa (rupa 'lyuk'), nasin (náčin 'modor'), noka (nòga 'láb'), oko (òko 'szem'; cf. angol ocular), olin (volim 'akarok, akarom'; cf. angol volition), ona (ona 'ő (nőnem)'), palisa (pàlica 'bod, pálca'; cf. angol palisade), poka (bòka, a bòka birtokosesete 'side, flank'), sijelo (tìjelo 'test, hús'), utala (ùdarati 'üt, ver'; cf. udara ('üt'?)), uta (ústa 'száj')

### Grúz eredetű szókincs
ala (არა ara 'nem'), anu (ანუ anu 'vagy'), kili (ხილი xili 'gyümölcs'), mama (მამა mama 'apa'; talán az angol mama is befolyásolta), o (-ო o; eszperantó ho, angol O is), seli (ცხელი tsxeli 'forró'), sewi (ზევით zevit 'fel'), sona (ცოდნა tsodna 'tudni'), soweli (ცხოველი tsxoveli 'állat'), tan (დან dan '-ból, -ből')

### Akádiai francia (Kanada) eredetű szókincs
anpa (en bas 'le'; cf. angol alapon), kule (couleur 'szín'), kute (écouter 'figyel'; cf. angol 'scout, auscultate'), lete (fret/frette 'hideg'; francia froid), len (linge 'linens'), monsi (mon tchu/tchul 'a seggem'; francia mon cul), moli (mourir 'meghal'; cf. angol mortal), pipi (bibitte), supa (surface 'surface'), telo (de l'eau 'a víznek a …-a'; cf. angol gardyloo), waso (oiseau 'madár'; cf. angol enoisel)

### Tok pona írás - a sitelen pona

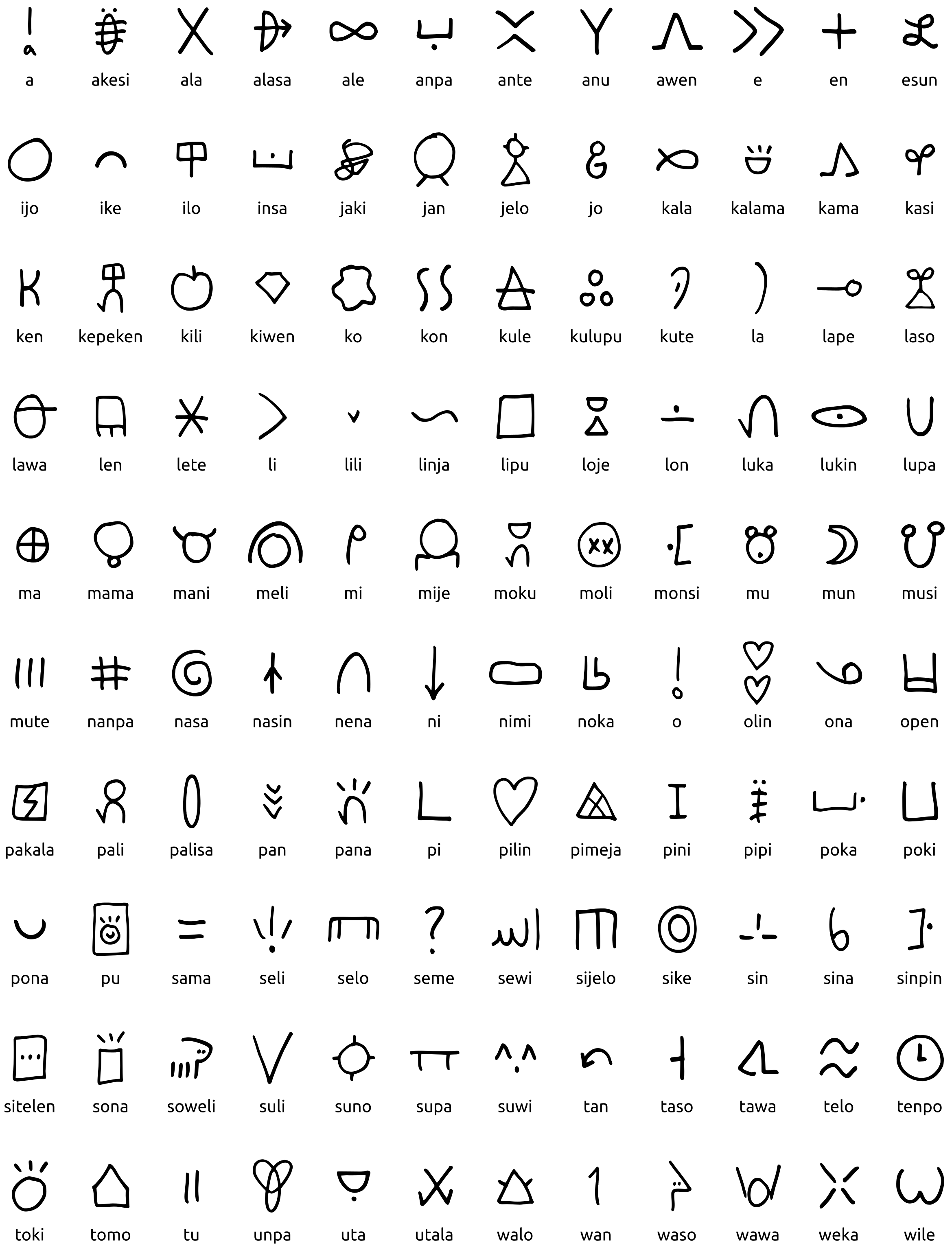
sitelen pona hieroglifák a Toki Pona: A jó nyelv könyvből, írta Sonja Lang

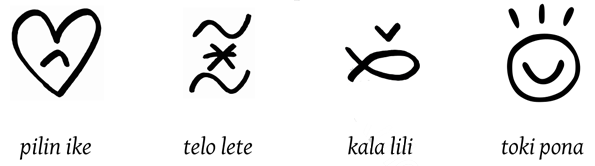
Modified symbols in sitelen pona

A nyelvet kitaláló Lang 2014-ben létrehozott egy írásrendszert, ahol minden szót egy szimbólum képvisel 
  Az írásjelek összevonhatóak ha gyakori szóösszetételről van szó, néhány példa a jobb oldali ábrán. Az összevonásnál a szóra utaló melléknevet bele vagy felé kell rajzolni. 
2021 augusztusában a sitelen pona indítványozták hogy kerüljön be az Unicode nyilvántartás személyes használatra fenntartott helyére a "Under-ConScript Unicode Registry"-be.  U+F1900..U+F1AFF helyére.

## Személyes névmás
A toki ponában három személyes névmás van: mi első személy, sina második személy és ona harmadik személy. ezek egyike sem utal nemre vagy számra. így az ona egyszerre jelenthet őt is meg őket is, ha pedig angolul gondolkodunk, ez lefedi a he, she, it nemeket is. A gyakorlatban azonban, ha többes számról beszélünk, használhatjuk a mute szót, azaz a mi mute így azt jelenti, hogy mi.

## Példák
- toki Mosijo – magyar nyelv
- ma Mosijo – Magyarország

### Egy szöveg Magyarországról
ma Mosijo li ma lon ma Elopa. ona li poka e ma Lomani e ma Lowenki e ma Lowasi e ma Oselija e ma Sopisi. toki lawa pi ma Mosijo li toki Mosijo. toki Mosijo la nimi ona li Magyarország. ma tomo lawa pi ma Mosijo li ma tomo Putapesi.

### Kifejezések
- toki – Szia! Üdv!
- kama pona – Isten hozta! Isten hozott!
- sina pilin seme? – Hogy vagy? Hogy van?
- nimi sina li seme? – Hogy hívnak? Hogy hívják?
- nimi mi li ___ – A nevem ___ / ___ vagyok.
- mi wile – Tessék / Szeretnék…
- pona – Köszönöm
- sina sona ala sona e toki Mosijo? – Beszélsz magyarul?

### Mama pi mi mute (Miatyánk)
mama pi mi mute o,

sina lon sewi kon.

nimi sina o sewi en pona.

ma sina o kama.

jan o pali e wile sina en lon sewi kon en lon ma.

sina o pana lon tenpo suno ni e moku tawa mi.

o weka e pali ike mi, sama la mi weka e pali ike pi jan ante.

o pana ala e wile ike tawa mi.

o awen e mi weka tan ike.

ni li nasin.